# Shape of My Heart
«Shape of My Heart» —en español: «La forma de mi corazón»— es una canción del músico británico Sting, lanzada en agosto de 1993 por A&M Records como el quinto sencillo de su cuarto álbum en solitario, Ten Summoner's Tales (1993). La canción fue escrita por Sting y el guitarrista Dominic Miller, e incluye la armónica de Larry Adler. Se utilizó en los créditos finales de la película Léon de 1994 y en la película Three of Hearts de 1993. A pesar de no llegar al top 50 en el Reino Unido tras su lanzamiento, se ha convertido en un clásico del pop y una de las obras de Sting más estrechamente asociadas a su carrera en solitario. Ha sido sampleada en numerosos temas desde su lanzamiento, incluyendo «Shape» (2003) de Sugababes y «Rise & Fall» (2003) de Craig David (con Sting como artista invitado). Ann-Margret cantó una versión en los créditos iniciales de su película Blue Rodeo de 1996.
El riff de guitarra de la canción también fue sampleado por Nas para su tema "The Message" en 1996 y por Monica en su canción "Take Him Back" de 1998. También fue sampleado por Avicii para su tema "Forever Yours". La canción se lanzó después de su muerte, con Sting y Miller acreditados como compositores. También se interpoló en el álbum debut de Hikaru Utada, First Love, el álbum japonés más vendido de todos los tiempos; en Juice WRLD en el éxito mundial "Lucid Dreams" (2018); en "You're Mines Still" (2020) del rapero BLEU y en "Parkstone Drive" de Russ. La canción también fue versionada por la banda británica de metalcore Oceans Ate Alaska en 2018 como parte del álbum recopilatorio Songs That Saved My Life, publicado por Hopeless Records.

## Antecedentes y redacción
Sting explicó que, a través de "Shape of My Heart", quería contar la historia de un "jugador de cartas, un apostador que no juega para ganar, sino para intentar descubrir algo; para descubrir algún tipo de lógica mística en la suerte o el azar; algún tipo de ley científica, casi religiosa".
Miller recordó que el riff de guitarra surgió de un ejercicio de calentamiento centrado en acordes de sexta, similar a la música de Chopin. Optó por evitar el tercer grado del acorde y pretendía que la secuencia de acordes se asemejara a la obra de John McLaughlin. Cuando Sting le propuso desarrollar el riff en una canción completa, Miller dijo que era solo un ejercicio de calentamiento, pero aun así, él y Sting pasaron la mañana desarrollándolo en una composición musical estructurada y grabando una maqueta. Sting luego salió a caminar mientras escuchaba la maqueta con sus auriculares. Sintió que la música contaba la historia de un apostador y regresó con una letra para acompañar la composición.

## Video musical
El vídeo musical que acompaña a "Shape of My Heart" fue dirigido por Doug Nichol y se estrenó en septiembre de 1993. Se filmó en Sting's Lake House en Wiltshire.

## Posicionamiento en lista
| Lista (1993–1994)                  | Posiciones |
| ---------------------------------- | ---------- |
| Canadá (RPM Top Singles)           | 44         |
| Iceland (Íslenski Listinn Topp 40) | 10         |
| Reino Unido (UK Singles Chart)     | 57         |
| UK Airplay (Music Week)            | 30         |